# Wanderlust (singel Björk)
Wanderlust – piosenka napisana i wyprodukowana przez islandzką wokalistkę Björk, pochodząca z jej studyjnego albumu Volta. Utwór został wydany jako czwarty singel promujący płytę.

## Lista ścieżek

### 12" double heavy weight vinyl
1. "Wanderlust" (Matthew Herbert remix)
2. "Wanderlust" (Mark Stent mix)
3. "Wanderlust" (Ratatat remix)
4. "Wanderlust" (Mark Stent instrumentanie)

### CD
1. "Wanderlust" (Matthew Herbert remix)
2. "Wanderlust" (Mark Stent mix)
3. "Wanderlust" (Ratatat remix)
4. "Wanderlust" (Mark Stent instrumentalnie)

### DVD
1. "Wanderlust" (wideoklip 3D)
2. "Wanderlust" (wideoklip 2D)
3. "Making Of"

## Digital iTunes EP
1. "Wanderlust" (Mark Stent mix)
2. "Wanderlust" (Matthew Herbert remix)
3. "Wanderlust" (Ratatat remix)
4. "Wanderlust" (Mark Stent instrumentalnie)
5. "Wanderlust" (wideoklip)

## Notowania
| Notowanie             | Najwyższa pozycja |
| --------------------- | ----------------- |
| France Singles Chart  | 67                |
| Italian Singles Chart | 18                |
| Spain Singles Top 20  | 1                 |